# عهد عتیق (فیلم)
عهد عتیق (انگلیسی: The Old Testament) فیلمی در ژانر اکشن به کارگردانی جانفرانکو پارولینی است که در سال ۱۹۶۲ منتشر شد. از بازیگران آن می‌توان به برد هریس اشاره کرد.